# Virginia Dighero
Virginia Dighero, veuve Zolezzi, née le 24 décembre 1891 à Lavagna, dans la province de Gênes, et morte le 28 décembre 2005 dans la même ville à l'âge de 114 ans, est une supercentenaire italienne.

## Biographie
Virginia Dighero naît à Santa Giulia, une frazione de la commune de Lavagna, dans la province de Gênes en Ligurie, le 24 décembre 1891.
Elle est l'une des personnes d'Europe qui a vécu le plus longtemps : elle est morte le 28 décembre 2005 à Lavagna, alors qu'elle venait de fêter son 114e anniversaire avec ses fils Giacomo (83 ans) et Attilio (80 ans). La française Camille Loiseau devient alors la personne la plus âgée d'Europe.